# Krušedol
Krušedol klostret (serbiska: Манастир Крушедол / Manastir Krušedol) är ett serbiskt-ortodoxt kloster vid berget Fruška Gora i norra Serbien. 
Klostret är ett arv från den sista serbiska despotsläkten i Srem, Brankovic. Det byggdes mellan 1509 och 1514 och hela släkten samt två patriarker är begravda i Krušedol. År 1990 förklarades klostret som ett monument av särskild kulturell betydelse.

## Bilder

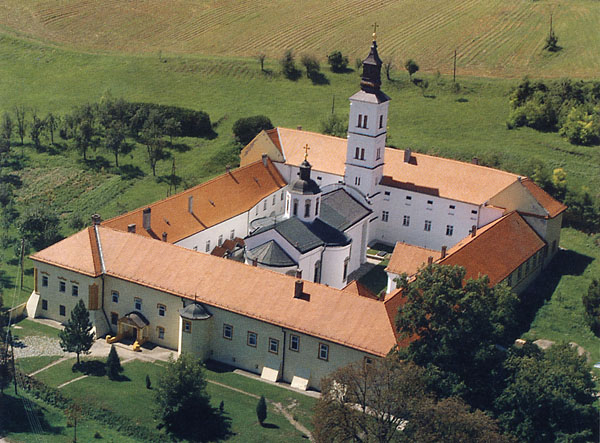
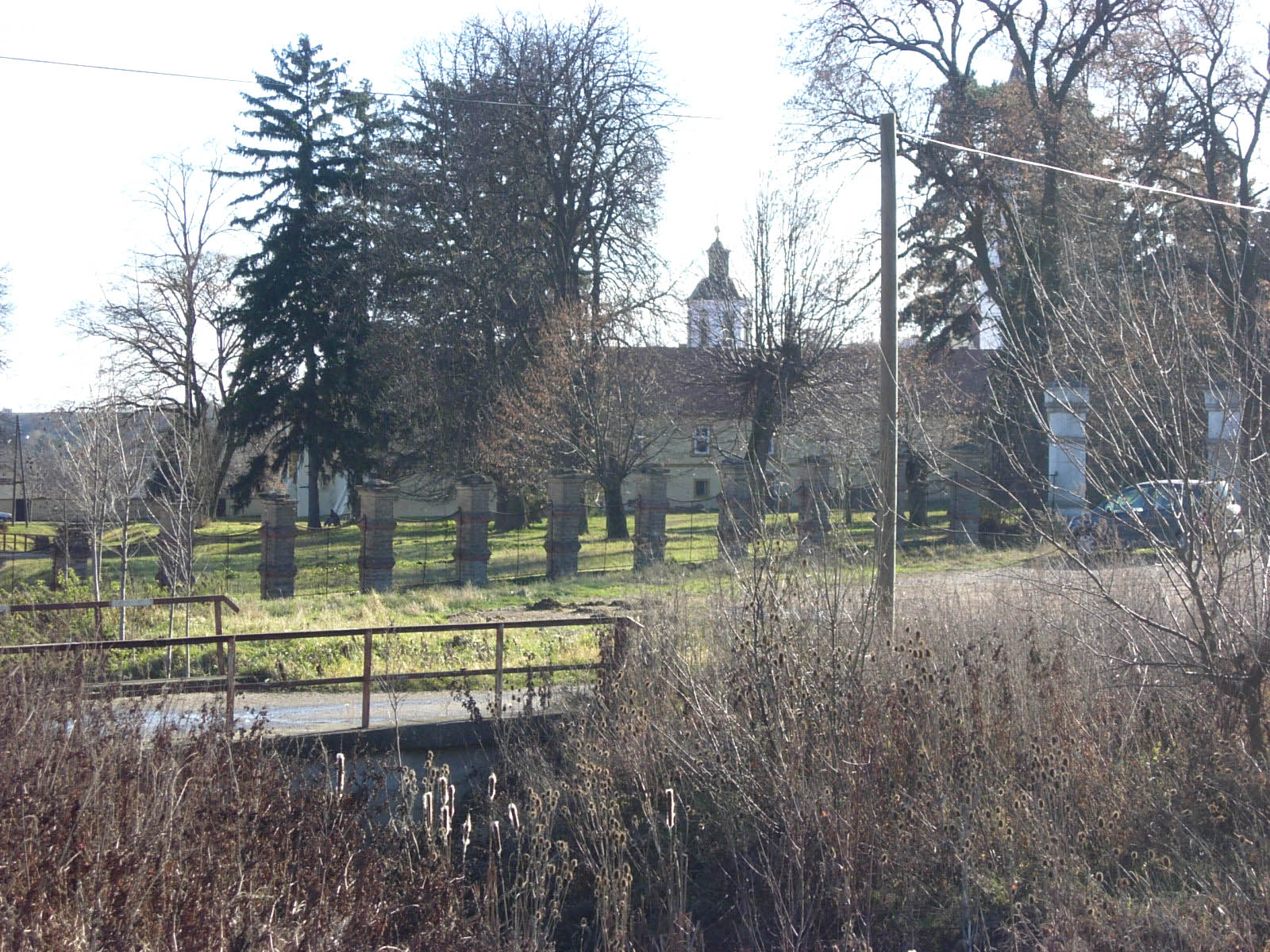
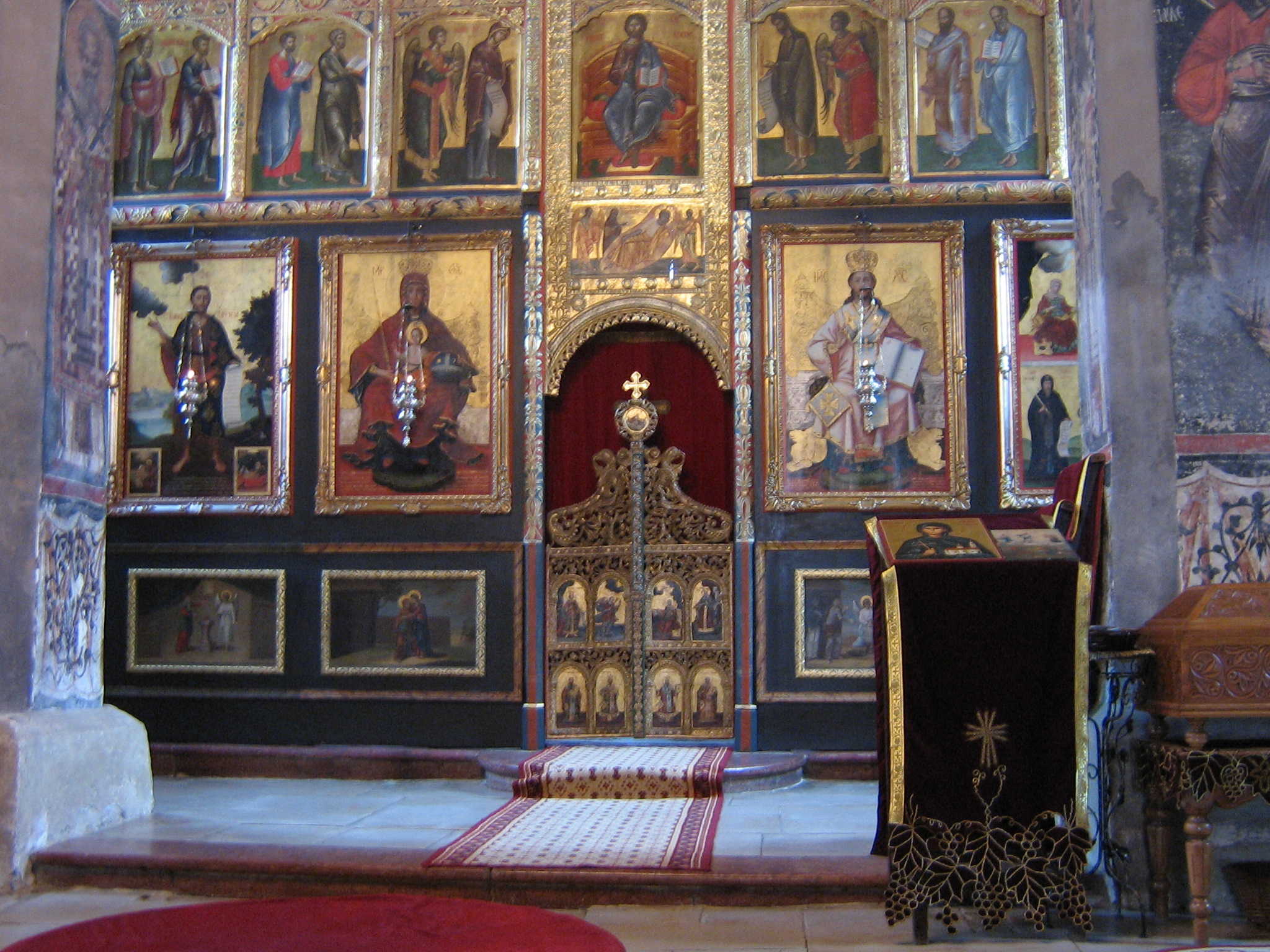
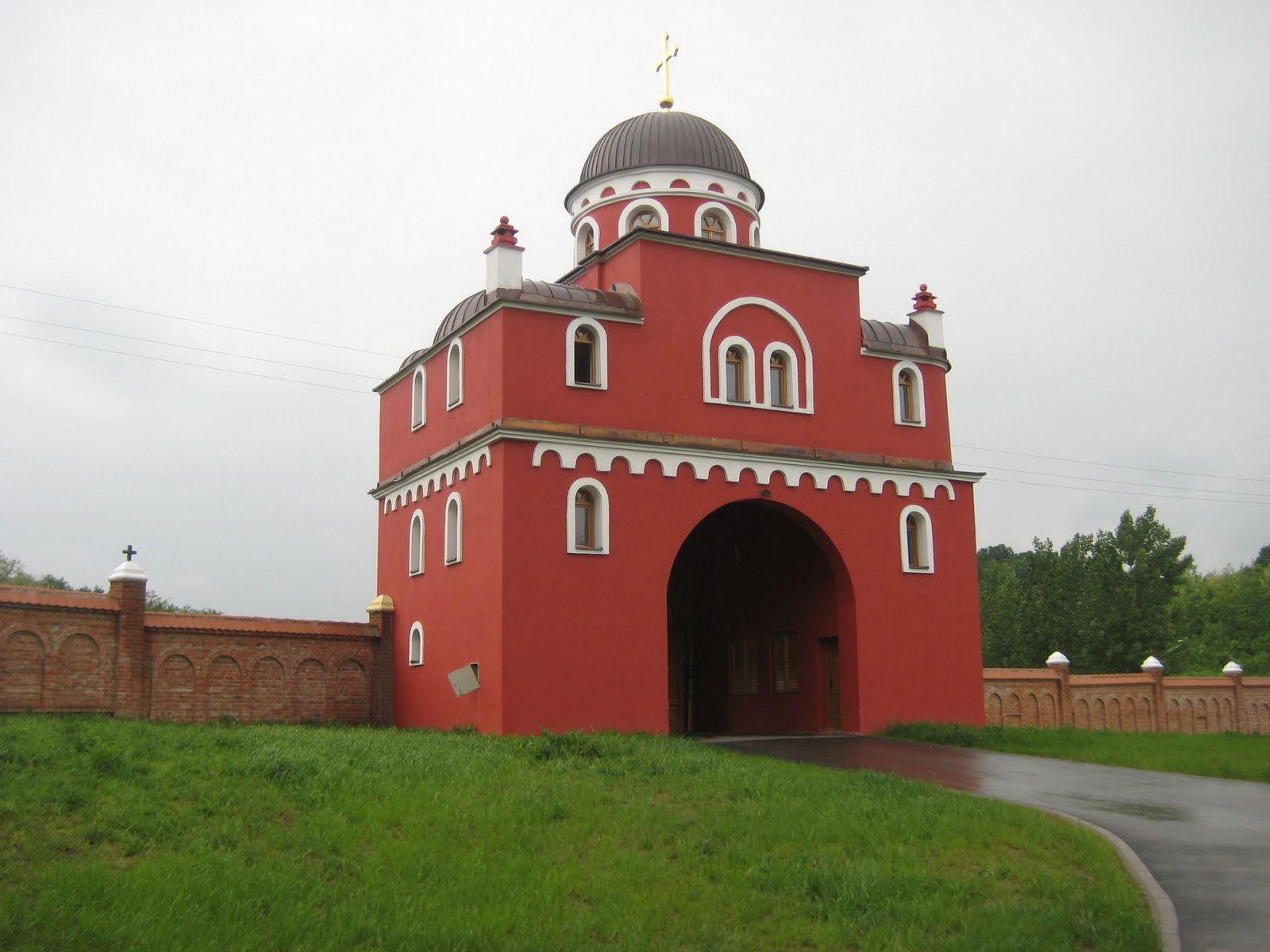
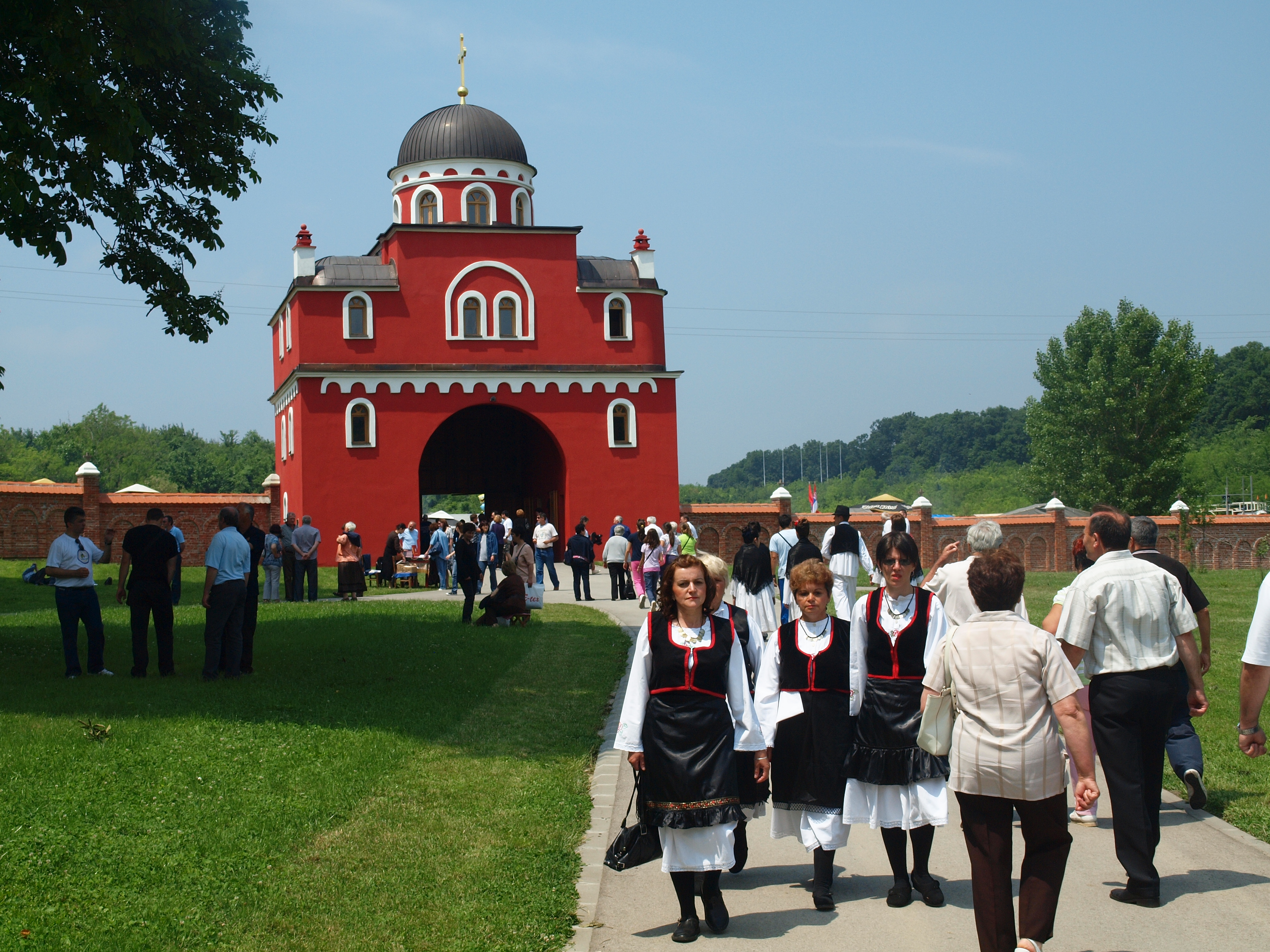